# Модель гіперінфляції Кейгана
Модель гіперінфляції Кейгана (Кагана) — математична модель, яка спрощено описує динаміку інфляції в умовах залежності попиту на гроші тільки від інфляційних очікувань і відсутності економічного зростання. Фактично дана модель описує ситуації гіперінфляції, при якій інфляційні очікування починають відігравати вирішальну роль в економіці. Модель запропонована в 1956 році американським економістом Філліпом Кейган.

## Історія виникнення
У 1956 році Філіп Кейган запропонував у своїй статті «Монетарна динаміка гіперінфляції».

## Передумови та виведення моделі

### Модель попиту на гроші
Реальний попит на гроші {\displaystyle (M/P)^{D}} моделюється як функція тільки інфляційних очікувань {\displaystyle \pi ^{e}}, а саме:
{\displaystyle \ln(M/P)^{D}=-\alpha \pi ^{e}},
де {\displaystyle \alpha } — позитивний параметр, що характеризує еластичність попиту на гроші по темпу інфляції.
Реальний попит на гроші у відповідності з загальною умовою рівноваги дорівнює реальному пропозицією грошей {\displaystyle M/P}, де {\displaystyle M} — номінальна грошова пропозиція, {\displaystyle P} — загальний рівень цін.
Отже, дане припущення означає наступну залежність між номінальним грошовою пропозицією, рівнем цін та інфляційними очікуваннями:
{\displaystyle \ln M-\ln P=-\alpha \pi ^{e}}
Диференціюючи цю модель по часу, отримуємо залежність між відповідними темпами зростання (точкою зверху позначається похідна по часу):
{\displaystyle m-\pi =-\alpha {\dot {\pi }}^{e}},
де {\displaystyle m={\dot {M}}/M} — темп зростання грошової маси (номінального грошового пропозиції), який у моделі є сталим; {\displaystyle \pi ={\dot {P}}/P} — фактична інфляція.

### Модель інфляційних очікувань
В моделі Кейгана передбачається, що інфляційні очікування {\displaystyle \pi ^{e}} є адаптивними, тобто формуються згідно наступної моделі:
{\displaystyle {\dot {\pi }}^{e}=\beta (\pi -\pi ^{e})}
де {\displaystyle \beta } — додатній параметр адаптивних інфляційних очікувань, що характеризує швидкість збіжності (пристосування, адаптації) очікувань до фактичної інфляції (за умови стабілізації останньої).
В рамках такої моделі, якщо фактична інфляція в даний момент вище очікуваного, то очікування коригуються вгору (швидкість корекції очікувань позитивна і пропорційна відхиленню фактичної інфляції від очікуваної) і навпаки.

### Висновок моделі динаміки інфляції
Використовуючи модель інфляційних очікувань і модель попиту на гроші в диференціальній у формі отримаємо:
{\displaystyle m-\pi =-\alpha \beta (\pi -\pi ^{e})}
звідки можна виразити фактичну інфляцію через інфляційні очікування і темп зростання грошової маси:
{\displaystyle \pi ={\frac {m-\alpha \beta \pi ^{e}}{1-\alpha \beta }}},
Якщо це вираз диференціювати за часом, отримаємо:
{\displaystyle {\dot {\pi }}={\frac {-\alpha \beta }{1-\alpha \beta }}{\dot {\pi }}^{e}}
Скориставшись тим, що {\displaystyle m-\pi =-\alpha {\dot {\pi }}^{e}}, отримуємо наступну модель інфляції в диференціальній формі:
{\displaystyle {\dot {\pi }}={\frac {\beta }{1-\alpha \beta }}(m-\pi )}
Розв'язок цього диференціального рівняння представляє в явній формі залежність інфляції від часу:
{\displaystyle \pi _{t}=m+(\pi _{0}-m)e^{-\lambda t},\lambda ={\frac {\beta }{1-\alpha \beta }}}

## Аналіз моделі
Оскільки розуміється гіперінфляційна економіка, то можна вважати, що {\displaystyle \pi _{0}>m}. З моделі випливає, що якщо {\displaystyle \alpha \beta <1}, то {\displaystyle \lambda } додатне і модель описує експоненційну збіжність інфляції до темпу зростання грошової маси {\displaystyle m} з часом. Ця ситуація виникає при низькій еластичності попиту на гроші за очікуваної інфляції і низькій швидкості перегляду інфляційних очікувань. При таких умовах модель в рівновазі фактично описує ситуацію, коли інфляція дорівнює темпу зростання грошової маси, що відповідає кількісній теорії грошей.
Однак, при високій швидкості адаптації інфляційних очікувань і (або) високій еластичності реального попиту на гроші з інфляційним очікуванням модель призводить до нескінченного зростання інфляції, тобто економіка може не прийти до рівноваги. Зростання інфляційних очікувань призводить до різкого скорочення попиту на гроші, що при фіксованому темпі зростання грошової пропозиції призводить до ще більшого посилення інфляції. Це призводить до суттєвого зростання інфляційних очікувань і з тих же причин інфляційна спіраль тільки посилюється. Інфляція посилюється незважаючи на постійний темп зростання грошової маси. В такій економіці потрібні заходи, які могли б знизити рівень нервозності економічних агентів.
Модель Кейгана є спрощеною лише якісно, в загальних рисах, що описує особливості динаміки інфляції. Основний недолік моделі Кейгана — не враховується вплив динаміки ВВП на реальний попит на гроші.